# فرودگاه صحرایی هاسکینز
فرودگاه صحرایی هاسکینز (به انگلیسی: Hoskins Field (Washington)) یک فرودگاه همگانی بهره‌برداری هوایی است که یک باند فرود چمن دارد و طول باند آن ۶۱۴ متر است. این فرودگاه در شهر المپیا (ایالات متحده) کشور ایالات متحده آمریکا قرار دارد و در ارتفاع ۶۵ متری از سطح دریا واقع شده‌است.